# Bocholter Modell
Als Bocholter Modell bezeichnet man einen speziellen Ergänzungs-Tarifvertrag  (ETV), der 2003 in Bocholt bei der Siemens AG mit dem Bereich Service (weltweite Zentrale für die Reparatur von Mobil- und Schnurlos-Telefonen) abgeschlossen wurde. Dabei wurde die feste Arbeitszeit von 35 Wochenstunden umgewandelt in eine flexible Arbeitszeit von 40 Wochenstunden ohne Lohnausgleich. Außerdem wurden Weihnachts- und Urlaubsgeld gestrichen, so dass die Mitarbeiter Gehaltseinbußen von 20 bis 30 Prozent haben.
Dieser Tarifabschluss kam zustande, weil Siemens andernfalls damit drohte, den Bereich Service nach Ungarn zu verlagern.
2004 wurde dann das Modell vom Bereich Service auf die gesamte Entwicklung und Fertigung in Bocholt und Kamp-Lintfort übertragen. Spätestens jetzt wurde das Bocholter Modell der breiten Öffentlichkeit bekannt, in der Fachwelt wurde es schon 2003 weltweit als Bezeichnung für Arbeitszeitverlängerung ohne Lohnausgleich verwendet.
Das Bocholter Modell konnte jedoch nicht verhindern, dass die Siemens AG die Mobilfunksparte (u. a. Werk und Entwicklung in Kamp-Lintfort) zum Oktober 2005 an den taiwanesischen Elektronikkonzern BenQ abgab und die Bocholter Entwicklung und Fertigung in die eigenständige Siemens Home and Office Communication GmbH & Co. KG (kurz: SHC) ausgliederte. Da in Bocholt (sehr) profitabel gearbeitet wird, sollte das Bocholter Modell Mitte 2006 auf Wunsch der IG Metall auslaufen, wurde aber bis Ende 2006 verlängert.
BenQ Europe hat Ende September 2006 Insolvenz beantragt und bis Mitte November mehr als 1000 Stellen gestrichen. Am 4. November 2006 wurde wegen der Insolvenz der ETV zwischen BenQ und der IG Metall aufgehoben. Die Verhandlungen in Bocholt mit Siemens Home and Office Communication Devices GmbH und Co. KG stehen noch aus.